# Polonia 1
Polonia 1 ist ein privater polnischsprachiger Fernsehsender.

## Geschichte
Polonia 1 war 1993 der erste private Sender, der in Polen eine landesweite Lizenz erhielt, und startete am 7. März 1993 auf Grundlage von 12 regionalen Sendern. Diese sendeten seitdem täglich einen gemeinsamen Programmblock. Polonia 1 verlor bereits 1994 seine Lizenz zugunsten des privaten Fernsehsenders Polsat. Grund war der Verstoß gegen gesetzliche Regelungen. Der zu Eurocast Italia aus Mailand gehörende Sender sendet seitdem mit einer italienischen Lizenz und ist nur über die digitale Plattform des Satelliten Hot Bird (Eutelsat) zu empfangen. Polonia 1 ist auf 11.662 MHz in DVB-S2 aufgeschaltet.